# Metaxaglaea australis
Metaxaglaea australis là một loài bướm đêm trong họ Noctuidae.